# Manuel Hinojosa Ortiz
Manuel Hinojosa Ortiz (San Juan Parangaricutiro, Michoacán, 30 de junio de 1910-2001) fue un político mexicano, miembro del Partido Revolucionario Institucional (PRI). Ocupó, entre otros varios, los cargos de senador y diputado federal.

## Biografía
Realizó sus estudios básicos en Michoacán, y la preparatoria inicialmente en la Universidad Michoacana de San Nicolás de Hidalgo, posteriormente de trasladó a concluirlos en la Escuela Nacional Preparatoria en la Ciudad de México, con especialización tanto en física como en química; en la Universidad Nacional Autónoma de México (UNAM) realizó estudios de derecho, literatura y filosofía, y finalmente egresó como licenciado en Derecho de la Escuela Nacional de Jurisprudencia de la misma, titulándose en 1937 con mención honorífica.
De 1935 a 1936 fue practicante en el despacho jurídico de Luis Chico Goerne, en 1937 fue abogado del comité nacional del Partido de la Revolución Mexicana (PRM) —antecesor directo del PRI— y de 1937 a 1943 fue abogado del Departamento de Asuntos Agrarios y Colonización. En 1944 fue nombrado secretario general de Gobierno de Aguascalientes por el gobernador Jesús María Rodríguez Flores, hasta su renuncia en 1947; de 1948 a 1949 fue director del Departamento Jurídico del comité nacional del PRI.
De 1949 a 1950 fue coordinador general de la campaña para gobernador de Michoacán de Dámaso Cárdenas del Río, quien al asumir el gobierno el 15 de septiembre de 1950 lo nombró secretario general de Gobierno. Renunció a este cargo al ser postulado candidato del PRI a diputado federal por el Distrito 6 de Michoacán, resultando elegido a la XLII Legislatura que concluiría en 1955. En ella fue integrante de las comisiones de Estudios Legislativos; de Presupuesto y Cuenta Pública; y, Revisora de Credenciales.
A inicios de 1953 el presidente Adolfo Ruiz Cortines lo nombró subsecretario de Recursos Forestales y de Caza de la entonces Secretaría de Agricultura y Ganadería de la que era titular Gilberto Flores Muñoz, por lo que el 1 de septiembre de 1953 recibió licencia definitiva como legislador. Permaneció en la subsecretaria hasta el fin del gobierno de Ruiz Cortines en 1958, año en que pasó a ser secretario de Colonización del Departamento de Asuntos Agrarios.
En 1958 fue candidato del PRI a Senador por Michoacán en segunda fórmula, resultando elegido para el periodo de 1958 a 1964 y que corresponde a las Legislaturas XLIV y XLV. En ella fue presidente de la comisión de Aguas Nacional e Irrigación; así como integrante de las comisiones 2a. Revisora de Credenciales; especial de la Industria Forestal; especial de Recursos Hidráulicos; y, suplente de las 3a. de Trabajo, y del Servicio Diplomático. De 1961 a 1964 fue secretario de Planeación y Organización del comité nacional de la Confederación Nacional Campesina (CNC) que presidía Javier Rojo Gómez.
De 1965 a 1970 fue representante de la paraestatal Cordeleros de México (Cordemex) en la Ciudad de México, y de 1970 a 1971 director general de Industria y Productos Forestales del estado de México siendo gobernador Carlos Hank González. De 1972 a 1980 se dedicó al ejercicio particular de su profesión.